# Joaquim António de Aguiar
Joaquim António de Aguiar (Coímbra, 24 de agosto de 1792-Lisboa, 26 de mayo de 1884) fue un político portugués. Ocupó varios cargos políticos relevantes durante la monarquía constitucional portuguesa, como líder de los Cartistas y más tarde del Partido Regenerador. Fue tres veces primer ministro de Portugal: entre 1841 y 1842, en 1860 y finalmente de 1865 a 1868, cuando ingresó en una coalición con el Partido Progresista , en lo que se conoció como el "gobierno de fusión".
También se desempeñó como ministro de justicia durante la regencia de Pedro IV.